# Drosophila neogata
Drosophila neogata este o specie de muște din genul Drosophila, familia Drosophilidae, descrisă de Lachaise și Chassagnard în anul 2001.
Este endemică în Tanzania. Conform Catalogue of Life specia Drosophila neogata nu are subspecii cunoscute.